# Cerro del Guerrero

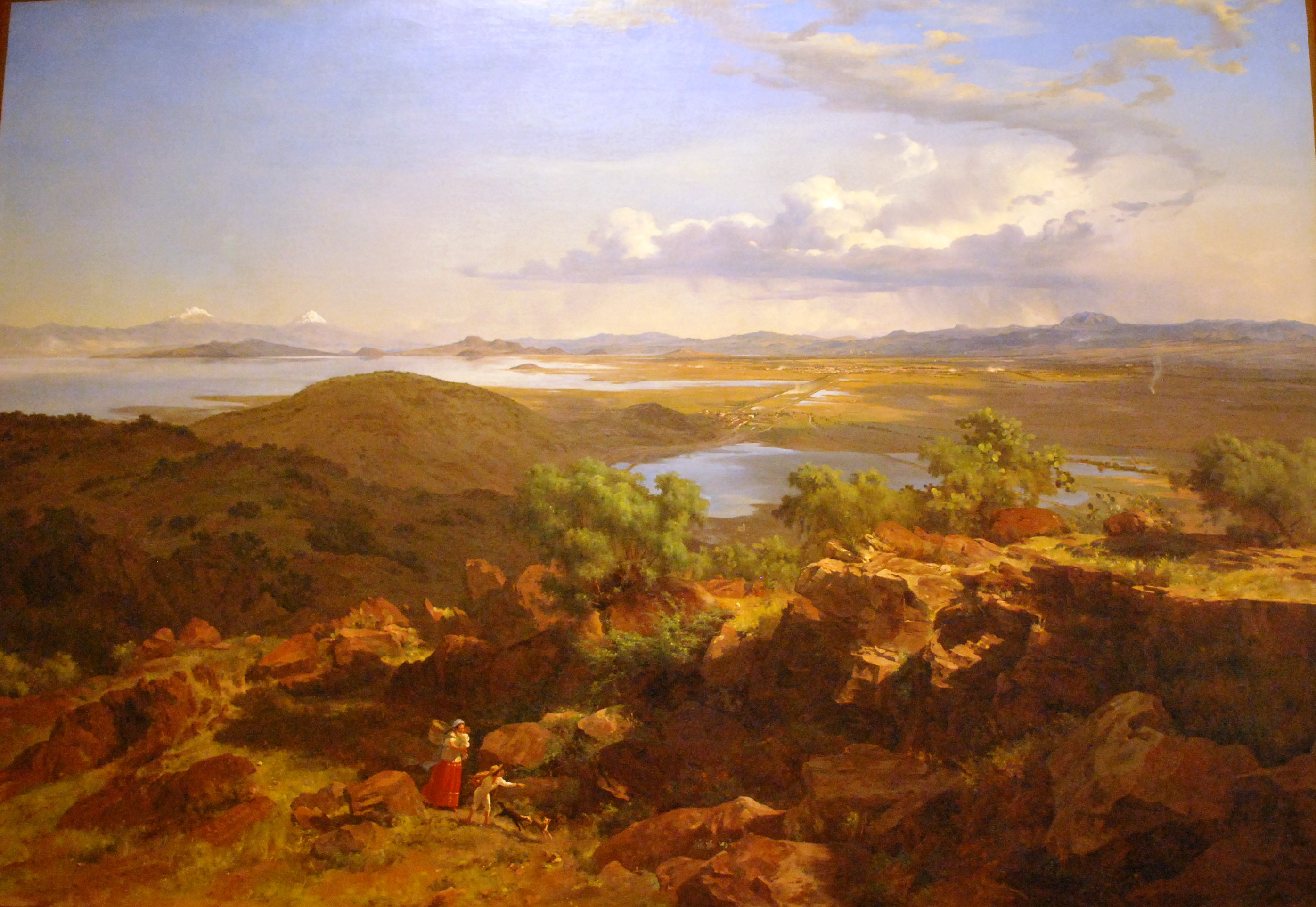
Valle de México desde el cerro de Guerrero, también conocido como cerro de Santa Isabel.

El cerro del Guerrero es un cerro largo de baja altura de origen volcánico ubicado al norte de la Ciudad de México. Pertenece a la sierra de Guadalupe, que delimita al norte al valle de México. Es en este cerro en donde la cadena montañosa finaliza al Oriente. Está poblado por varias colonias o urbanizaciones tales como Santa Isabel Tola y Martín Carrera. Es la continuación del cerro Zacatenco y tiene una prolongación conocida como cerro Los Gachupines y este a su vez tiene una pequeña prolongación más conocida como cerro del Tepeyac.

## Colonias
Algunas colonias que se encuentran sobre el cerro son:
- San Pedro Zacatenco: Se encuentra al noroeste del cerro
- Ampliación Santa Cruz: Se encuentra al noroeste un poco más al norte que la colonia San Pedro Zacatenco
- Ampliación Gabriel Hernández: Ocupa el norte el noreste del cerro
- Colonia Gabriel Hernández: Se encuentra al este del cerro
- San José de la Pradera: Se encuentra al este

Un poco más al sur de la colonia Gabriel Hernández 
- La Cruz: Se encuentra al sureste del cerro
- La Dinamita: Se encuentra al sureste un poco más al sur que la colonia La Cruz
- Martín Carrera: Se encuentra en el sureste más abajo que La Cruz y La Dinamita y una parte no está en el cerro
- Estanzuela: Se encuentra en el sur del cerro
- Triunfo de la República: Se encuentra en el sur un poco más al oeste y más abajo de la colonia la Estanzuela
- Rosas del Tepeyac: Se encuentra al oeste del cerro
- Parque del Tepeyac: Se encuentra al oeste un poco más al norte de la colonia Rosas del Tepeyac
- Santa Isabel Tola: Se encuentra al noroeste más al sur de la colonia San Pedro Zacatenco

## Actualidad
En la cima del cerro está ubicado un parque ecológico, que está siendo invadido y destruido por ocupantes ilegales, que están construyendo viviendas usando madera del parque.
- Datos: Q542888